# Live Bootleg
Live Bootleg er et livealbum fra det amerikanske rockband Aerosmith. Optagelserne stammer fra Aerosmith Express Tour'en, som tog bandet rundt på de største stadions i nordamerikanske storbyer i 1977-78. I de år var bandets popularitet og pladesalg på sit højeste. Det var første gang siden debuten i 1973, at Aerosmith ikke udgav et album med originalt, nyt materiale. Albummet er præget af at numrene spilles i et hurtigt tempo, til tider nærmest for hurtigt. Ifølge trommeslager Joey Kramer, skyldtes det at bandet i disse år tog rigeligt med stoffer før og under koncerterne. Høje på stoffer spillede bandet ganske enkelt hurtigere end på studie optagelser. 

## Spor
- # "Back In The Saddle"
- # "Sweet Emotion"
- # "Lord Of The Thighs"
- # "Toys In The Attic"
- # "Last Child"
- # "Come Together"
- # "Walk This Way"
- # "Sick As A Dog"
- # "Dream On"
- # "Chip Away The Stone"
- # "Sight For Sore Eyes"
- # "Mama Kin'"
- # "S.O.S Too Bad"
- # "I Ain't Got You"
- # "Mother Popcorn"
- # "Train Kept A' Rollin' / Strangers In The Night"